# Boztepe
Boztepe là một huyện thuộc tỉnh Kırşehir, Thổ Nhĩ Kỳ. Huyện có diện tích 562 km² và dân số thời điểm năm 2007 là 6706 người, mật độ 12 người/km².